# Francesco Malcom
Francesco Malcom (ou Francesco Malcolm), né le 27 novembre 1971 à Bari, est un acteur pornographique italien.
Il commence sa carrière professionnelle en 1992, devenant très vite un « hardeur » confirmé, tournant avec les plus grands réalisateurs du genre comme les Français Marc Dorcel, John B. Root, Christophe Clark, ou les Italiens Mario Salieri et Joe D'Amato, côtoyant d'autres acteurs italiens connus comme Rocco Siffredi et Roberto Malone.
Francesco Malcom, avec plus de 400 films professionnels à son actif, a également reçu plusieurs prix : le premier en 1994 à Barcelone dans la catégorie « Meilleur acteur » ; le dernier en 2005 à Bruxelles, recevant le prix du « Meilleur acteur italien ».
En 2015, il tourne dans le film EquinoXe de John B. Root, aux côtés de Titof.

## Filmographie partielle

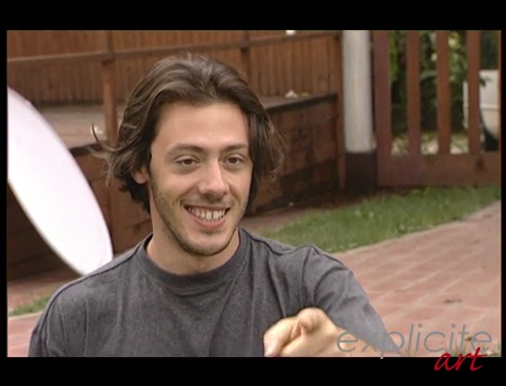
Francesco Malcom dans une scène du film 24 heures d'amour (1998).

- 1995 : Betty Blue de Alessandro Perrella (alias Alex Perry)
- 1995 : Betty Blue 2 de Alessandro Perrella (alias Alex Perry)
- 1998 : Il confessionale de Jenny Forte
- 1998 : Fuga dall'Albania de Mario Salieri
- 1998 : Good Boys Use Condoms, court-métrage de Lucile Hadzihalilovic
- 1998 : 24 heures d'amour, de John B. Root
- 1998 : Le Ramoneur des Lilas de Cédric Klapisch
- 1999 : Stavros de Mario Salieri
- 2002 : Une nuit au bordel, de John B. Root
- 2004 : Le Plaisir à 20 ans, de Yannick Perrin
- 2008 : Ludivine, de John B. Root
- 2012 : Liberté sexuelle (téléfilm), d'Ovidie
- 2017 : EquinoXe (téléfilm), de John B. Root